# Stawczany (stacja kolejowa)
Stawczany (ukr. Ставчани, ros. Ставчаны) – stacja kolejowa w miejscowości Stawczany, w rejonie lwowskim, w obwodzie lwowskim, na Ukrainie.
Stacja istniała przed II wojną światową.